# Alkylbenzeny

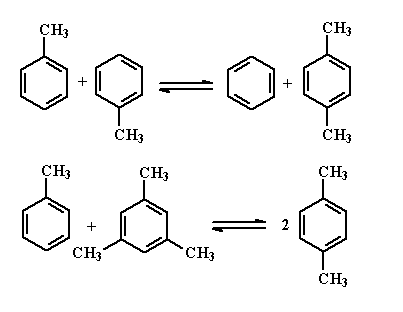
Alkylbenzeny

Alkylbenzeny jsou uhlovodíky, které obsahují jednu a více navázaných alkylových funkčních skupin na jednu skupinu odvozenou od arenu. Tím se liší od fenylalkanů, kde je navázána jedna nebo více skupin odvozených od arenů na alkylovou skupinu.

## Příklady
- toluen
- xylen
- ethylbenzen
- kumen
- methylnaftalen
- sapotalin

- styren (vinylbenzen)

Pozn.: Methylnaftalen a sapotalin jsou ve skutečnosti alkylnaftaleny.